# Куйто
Ку́йто (фин. Kuittijärvet) — группа из трёх озёр в Калевальском районе Карелии, в бассейне реки Кемь: Ве́рхнее Ку́йто, Сре́днее Ку́йто и Ни́жнее Ку́йто.
Озёра вытянуты дугообразно на 140 км в широтном направлении. Все озёра замерзают в ноябре, вскрываются в начале мая. Между собой озёра связаны протоками. Протока из озера Верхнее Куйто в озеро Среднее Куйто имеет длину около 8 км, частично проходит по менее крупному озеру Алаярви. На перемычке между Средним Куйто и Нижним Куйто (Луусальмском проливе) расположен карельский посёлок Луусалми.
После строительства плотины в истоке реки Кемь в 1956 году Среднее Куйто и Нижнее Куйто превращены в водохранилища. Озёра использовались для сплава леса.
Популярны у туристов: рыбаков и байдарочников.
В озёрах обитает лосось, ряпушка, сиг, хариус, европейская корюшка, окунь, плотва, язь, щука, налим, елец, ёрш, озёрная форма сёмги.